# Světlana Feofanovová
Světlana Jevgenijevna Feofanovová (rusky Светлана Евгеньевна Феофанова; * 16. července 1980, Moskva) je bývalá ruská atletka, jejíž specializací byl skok o tyči.

## Kariéra
Ve své disciplíně jednou posunula hodnotu světového rekordu pod širým nebem a devětkrát v hale. V roce 2004 získala na letních olympijských hrách v Athénách stříbrnou medaili, o čtyři roky později vybojovala na olympiádě Pekingu bronz. Je mistryní světa (2003) a dvojnásobnou mistryní Evropy (2002, 2010). Je též halovou mistryní světa (2003) a dvojnásobnou halovou mistryní Evropy (2002, 2007). Feofanovová měla smůlu, že její současnicí byla fenomenální krajanka Jelena Isinbajevová, v jejímž stínu po většinu své kariéry závodila.

## Osobní rekordy
- hala – 485 cm – 22. února 2004, Peanía
- venku – 488 cm – 4. července 2004, Iraklio